# 1126 en santé et médecine
| Années de la santé et de la médecine : 1123 - 1124 - 1125 - 1126 - 1127 - 1128 - 1129    |
| Décennies de la santé et de la médecine : 1090 - 1100 - 1110 - 1120 - 1130 - 1140 - 1150 |

Cet article présente les faits marquants de l'année 1126 en santé et médecine.

## Événement
- Famine et peste, en Bretagne[1], en Berry[2] et en Flandre[3], en Allemagne, Bohême, Pologne et Russie[4], et dans « l'ensemble du monde occidental[2] ».

## Fondations
- Fondation de la ladrerie de Chièvres en Hainaut par Ève de Chièvres[5].
- Fondation de la léproserie du Mont-de-la-Place à Rauville, en Bretagne, sous le règne d'Henri Beauclerc[6].
- Des léproseries sont attestées à Dinard et Ploubalay, en Bretagne[7].
- Sur la route de Compostelle, Pierre le Pèlerin fait construire un hôpital ou maison-Dieu (« domus Dei ») à Portomarín, en tête d'un pont détruit en 1112 par Urraque Ire, reine de León et Castille, pour arrêter les troupes de son mari, Alphonse Ier, roi d'Aragon, puis reconstruit en 1120 par son fils et futur successeur, Alphonse VII, alors roi de Galice[8].

## Personnalité
- Fl. Hilduin, sanguinator (« saigneur ») à Marmoutier, près de Tours[9].

## Naissances
- Averroès (mort en 1198), philosophe, juriste et médecin arabe[10].
- 1112 ou 1126 : Yuthok Yonten Gonpo le Jeune (mort en 1202 ou 1203), descendant de Yuthok Yonten Gonpo l'Ancien, médecin, de ceux qui ont remanié ou enrichi les Quatre tantras médicaux, ouvrage fondamental de la médecine traditionnelle du Tibet[11],[12].